# Södermanlands runinskrifter 55
Södermanlands runinskrifter 55 är en runsten i Bjudby i Blacksta socken i Flens kommun i Södermanland av grå granit, 2,8 meter hög, 1,3 meter bred, något avsmalnande uppåt, och 40 till 50 cm tjock. Inskriften vetter mot norr. Runhöjden är 8-11 cm och en halv till en centimeter djupa. Stenen sprängdes sönder i början av 1800-talet och är nu lagad med cement. Inuti runslingan finns ett konstrikt kors.

## Inskriften
Translitterering av runraden:
þorstain (l)(i)... ...sa : stain : þena : ... sik : sialfan : auk : sun : sin : hefni : uaR til : enklans : ukr : trenkr : farin : uarþ : þa · haima : at : harmi tauþr kuþ hialbi : sialu : þaima bruni : auk : sloþi : þaiR ...(u) stan þena
Normalisering till runsvenska:
Þorstæinn le[t ræi]sa stæin þenna [æftiR] sik sialfan ok sun sinn Hæfni. VaR til Ænglands ungR drængR farinn, varð þa hæima at harmi dauðr. Guð hialpi sialu þæiRa. Bruni ok Sloði þæiR [rist]u stæin þenna.
Översättning till nusvenska:
Torsten lät resa denna sten efter sig själv och sin son Hävner. Till England var den unge kämpen faren, blev sedan hemma till sorg död. Gud hjälpe deras själ! Brune och Slode de ristade denna sten.
En del av ristningen är skriven på vers (halv strof fornyrdislag):
VaR til Ænglands 

ungR drængR farinn, 

varð þa hæima 

at harmi dauðr.
Brate bedömer på språkliga grunder att stenen är yngre än många andra englandsstenar, och menar att ristningen bör åsyfta det sjötåg med vilket den danske kungen Sven Estridsson under befäl av brodern Asbjörn Jarl 1069 skulle försöka fördriva Vilhelm Erövraren efter att denne 1066 intagit England. Flottan gav sig emellertid året därpå hem igen utan strid, då Asbjörn låtit sig mutas. Genom Åsbjörns förräderi fick den unge Hävner föga tillfälle att utmärka sig och dog sedan hemma.